# VBL-Supercup
Der VBL-Supercup ist ein Volleyball-Wettbewerb der deutschen Volleyball-Bundesliga (VBL). Dabei finden bei Männern (bis 2021) und Frauen Spiele zwischen dem amtierenden deutschen Meister und dem DVV-Pokalsieger statt. Ist der DVV-Pokalsieger zugleich auch der Deutsche Meister, findet das Spiel zwischen dem Pokalsieger und dem Vizemeister statt.
Der Supercup wurde erstmals 2016 ausgetragen.
Der Pokal kommt aus der Bremer Pokalschmiede Koch & Bergfeld Corpus. Der Supercup-Pokal ist 45 Zentimeter groß, hat einen Durchmesser von 24 Zentimetern, wiegt 3.650 Gramm und am Fuß werden die Namen der jeweiligen Sieger mit Jahreszahl eingraviert.

## Supercup 2016
Die erste Ausgabe des VBL-Supercups fand am 16. Oktober 2016 statt. Austragungsort war die Mercedes-Benz Arena in Berlin. Da es in der Saison 2015/16 sowohl bei den Männern als auch bei den Frauen ein Double gab, spielten die Meister gegen die Vizemeister. Das Spiel der Frauen bestritten der Dresdner SC und Allianz MTV Stuttgart. Bei den Männern trafen die Berlin Recycling Volleys auf den VfB Friedrichshafen. Im Rahmen einer Pressekonferenz am 4. Oktober in Berlin wurde der silberne Pokal vorgestellt. Im musikalischen Rahmenprogramm traten Nicole Cross, Marquess und Tom Beck auf. Mit der Besucherzahl von nur 5.600 Zuschauern, darunter viele Sponsorenkarten, waren die Verantwortlichen bei der möglichen Hallenkapazität von 10.000 Besuchern nicht zufrieden.
| Ergebnisse 2016          | Ergebnisse 2016       | Ergebnisse 2016 |
| ------------------------ | --------------------- | --------------- |
| Dresdner SC              | Allianz MTV Stuttgart | 1:3             |
| Berlin Recycling Volleys | VfB Friedrichshafen   | 0:3             |

## Supercup 2017
Die zweite Ausgabe des VBL-Supercups fand am 8. Oktober 2017 in der TUI-Arena in Hannover statt. Das Spiel der Frauen bestritten Meister SSC Palmberg Schwerin und Pokalsieger Allianz MTV Stuttgart. Bei den Männern traf der Meister Berlin Recycling Volleys auf den Pokalsieger VfB Friedrichshafen. Rund 5.800 Besucher zählten die Veranstalter.
| Ergebnisse 2017          | Ergebnisse 2017       | Ergebnisse 2017 |
| ------------------------ | --------------------- | --------------- |
| SSC Palmberg Schwerin    | Allianz MTV Stuttgart | 3:0             |
| Berlin Recycling Volleys | VfB Friedrichshafen   | 1:3             |

## Supercup 2018
Die dritte Ausgabe des VBL-Supercups fand eine Woche nach der Weltmeisterschaft in Japan am 28. Oktober 2018 erneut in der TUI-Arena in Hannover statt. Das Spiel der Frauen bestritten Meister SSC Palmberg Schwerin und Pokalsieger Dresdner SC. Bei den Männern traf der Meister Berlin Recycling Volleys auf den Pokalsieger VfB Friedrichshafen. Insgesamt besuchten 5.175 Zuschauer das Event.
| Ergebnisse 2018          | Ergebnisse 2018     | Ergebnisse 2018 |
| ------------------------ | ------------------- | --------------- |
| SSC Palmberg Schwerin    | Dresdner SC         | 3:1             |
| Berlin Recycling Volleys | VfB Friedrichshafen | 1:3             |

## Supercup 2019
Am Sonntag, 20. Oktober 2019 fand zum vierten Mal der comdirect-Supercup statt, erstmals jedoch nicht als Saisoneröffnung vor Beginn der Bundesliga-Saison, sondern zwischen dem 2. und 3. Spieltag. Austragungsort war abermals die TUI-Arena in Hannover. Im Spiel der Frauen duellierten sich der Meister Allianz MTV Stuttgart und Pokalsieger SSC Palmberg Schwerin. Meister Berlin Recycling Volleys traf zum vierten Mal in Folge beim Spiel der Männer auf den Pokalsieger VfB Friedrichshafen. Die Zuschauerzahl lag bei lediglich 4.535 Zuschauern, weshalb die VBL in Erwägung zog, einen anderen Veranstaltungsort zu wählen.
| Ergebnisse 2019          | Ergebnisse 2019       | Ergebnisse 2019 |
| ------------------------ | --------------------- | --------------- |
| Allianz MTV Stuttgart    | SSC Palmberg Schwerin | 1:3             |
| Berlin Recycling Volleys | VfB Friedrichshafen   | 3:0             |

## Supercup 2020
Wegen der COVID-19-Pandemie in Deutschland wurde die fünfte Ausgabe des VBL-Supercups gesplittet: Das Spiel der Frauen bestritten der Tabellenerste bei Saisonabbruch SSC Palmberg Schwerin und Pokalsieger Dresdner SC am 27. September 2020 in Dresden vor 685 Zuschauern (zugelassen aufgrund Corona-Pandemie max. 1.100 Zuschauer). Bei den Männern traf der Tabellenzweite United Volleys Frankfurt am 11. Oktober 2020 in Frankfurt auf den Pokalsieger Berlin Recycling Volleys.
| Ergebnisse 2020          | Ergebnisse 2020          | Ergebnisse 2020 |
| ------------------------ | ------------------------ | --------------- |
| SSC Palmberg Schwerin    | Dresdner SC              | 3:0             |
| United Volleys Frankfurt | Berlin Recycling Volleys | 0:3             |

## Supercup 2021
Die sechste Ausgabe des VBL-Supercups fand am 2. Oktober in der Palmberg Arena in Schwerin vor 947 Zuschauern statt (Zuschauerbegrenzung aufgrund Corona-Pandemie). Das Spiel der Frauen bestritten der Meister Dresdner SC und der Pokalsieger SSC Palmberg Schwerin. Bei den Männern traf der Meister Berlin Recycling Volleys auf den Pokalsieger United Volleys Frankfurt.
| Ergebnisse 2021          | Ergebnisse 2021          | Ergebnisse 2021 |
| ------------------------ | ------------------------ | --------------- |
| Dresdner SC              | SSC Palmberg Schwerin    | 3:2             |
| Berlin Recycling Volleys | United Volleys Frankfurt | 3:0             |

## Supercup 2022
Die siebte Ausgabe des VBL-Supercups wurde nur bei den Frauen durchgeführt. Es war ein klassisches Finalspiel zwischen dem Deutschen Meister und Pokalsieger Allianz MTV Stuttgart sowie, weil Stuttgart beide Titel errungen hatte, dem Vizemeister SC Potsdam. Der „Sparda-Bank Supercup“ wurde am 1. November 2022 vor der Rekordkulisse von 6.145 Zuschauern in der ausverkauften Stuttgarter Porsche-Arena ausgetragen, Potsdam gewann dabei seinen ersten Titel.
| Ergebnis 2022         | Ergebnis 2022 | Ergebnis 2022 |
| --------------------- | ------------- | ------------- |
| Allianz MTV Stuttgart | SC Potsdam    | 1:3           |

Bei den Männern fand anstelle des Supercups erstmals der Bounce House Cup mit acht Mannschaften statt.

## Supercup 2023
Die achte Ausgabe des VBL-Supercups bei den Frauen fand am 15. Oktober 2023 um 17.00 Uhr in Rostock statt. Der SSC Palmberg Schwerin, als Pokalsieger 2023, hatte das Austragungsrecht und zog hierfür in die StadtHalle Rostock um. 4.613 Zuschauer besuchten die Veranstaltung und den zweiten Sieg nach 2016 des amtierenden Deutschen Meisters Allianz MTV Stuttgart.
| Ergebnis 2023         | Ergebnis 2023         | Ergebnis 2023 |
| --------------------- | --------------------- | ------------- |
| SSC Palmberg Schwerin | Allianz MTV Stuttgart | 1:3           |

## Supercup 2024
Die neunte Ausgabe des VBL-Supercups fand am 22. September 2024 erneut in der Porsche-Arena in Stuttgart statt. Der Triplesieger Allianz MTV Stuttgart traf dabei auf den Vizemeister SSC Palmberg Schwerin und verteidigte vor 5.786 Fans seinen Titel.
| Paarung 2024          | Paarung 2024          | Paarung 2024 |
| --------------------- | --------------------- | ------------ |
| Allianz MTV Stuttgart | SSC Palmberg Schwerin | 3:1          |

## Supercup 2025
Die zehnte Ausgabe des VBL-Supercups wird am Samstag, 4. Oktober 2025 in Dresden in der Margon-Arena stattfinden. Der Dresdner SC als amtierender Pokalsieger 2025 hat das Austragungsrecht für diese Veranstaltung und trifft auf seinen Gegner aus dem Meisterschaftsfinale 2024/25, den SSC Palmberg Schwerin.
| Paarung 2025 | Paarung 2025          | Paarung 2025 |
| ------------ | --------------------- | ------------ |
| Dresdner SC  | SSC Palmberg Schwerin | 0:0          |